# Daniel Adams-Rays diskografi
Daniel Adams-Ray är en svensk rappare, sångare och låtskrivare. Hans diskografi består av två studioalbum, ett livealbum och fem singlar på Universal Music och sitt eget skivbolag Lagom Records. Adams-Ray bildade hiphopduon Snook tillsammans med Oskar Linnros i början av 2000-talet. De slog igenom med hitsingeln "Mister Cool", som följdes av två studioalbum. 2007 splittrades de och sedan dess har de bara gjort enstaka spelningar. Efter att ha utbildat sig till kläddesigner, producerade Adams-Ray musik till en modevisning under sommaren 2009 och kände då att han ville göra musik igen.
Adams-Rays debutsingel "Dum av dig" släpptes i juni 2010. Den följdes av "Gubben i lådan", som nådde förstaplatsen på Sverigetopplistan, certifierades platina av Grammofonleverantörernas förening och var den mest sålda singeln i Sverige under 2010. I november 2010 släpptes Adams-Rays kritikerrosade debutalbum, Svart, vitt och allt däremellan. Albumet gick in på andraplatsen på svenska albumlistan och samma vecka gick även fyra låtar från albumet in på singellistan på grund av digitala nedladdningar och streaming. I februari 2011 utgavs den tredje singeln, "Lilla lady", som tidigare nådde nummer fyrtio på svenska singellistan i november 2010.
Det tredje studioalbumet "Innan vi suddas ut" släpptes i november 2013, följt med singeln "Precis som jag" som släpptes i september samma år.

## Album

### Soloalbum
| År   | Titel                           | Listplaceringar | Information              |
| År   | Titel                           | SWE             | Information              |
| ---- | ------------------------------- | --------------- | ------------------------ |
| 2010 | Svart, vitt och allt däremellan | 2 (26 veckor)   | Släppt: 1 november 2010  |
| 2013 | Innan vi suddas ut              | 4 (18 veckor)   | Släppt: 13 november 2013 |
| 2021 | Döda hjärtan kan slå igen       | —               | Släppt: 11 juni 2021     |

### Album med Snook
- 2004 – Vi vet inte vart vi ska men vi ska komma dit
- 2006 – Är

### Livealbum
| År   | Titel                                  | Listplaceringar | Information               |
| År   | Titel                                  | SWE             | Information               |
| ---- | -------------------------------------- | --------------- | ------------------------- |
| 2011 | Svart, vitt och allt däremellan (Live) | —               | Släppt: 15 september 2011 |

### EP
| År   | Titel                                | Listplaceringar | Information          |
| År   | Titel                                | SWE             | Information          |
| ---- | ------------------------------------ | --------------- | -------------------- |
| 2016 | För er                               | —               | Släppt: 21 juni 2016 |
| 2021 | Så mycket bättre 2021 - Tolkningarna |                 |                      |

## Singlar

### Som huvudartist
| År   | Titel Album                                                         | Listplaceringar | Information               |
| År   | Titel Album                                                         | SWE             | Information               |
| ---- | ------------------------------------------------------------------- | --------------- | ------------------------- |
| 2010 | "Dum av dig" Svart, vitt och allt däremellan                        | 16 (20 veckor)  | Släppt: 24 juni 2010      |
| 2010 | "Gubben i lådan" Svart, vitt och allt däremellan                    | 1 (59 veckor)   | Släppt: 1 oktober 2010    |
| 2011 | "Lilla lady" Svart, vitt och allt däremellan                        | 40 (7 veckor)   | Släppt: 23 februari 2011  |
| 2011 | "Förlåt att jag aldrig sagt förlåt" Svart, vitt och allt däremellan | 8 (16 veckor)   | Släppt: 20 april 2011     |
| 2013 | "Håll om mig" Början på allt                                        | 25 (21 veckor)  | (med Petter)              |
| 2013 | "Precis som jag" Innan vi suddas ut                                 | 25 (8 veckor)   | Släppt: 23 september 2013 |
| 2015 | "Thinking of sunshine"                                              | 73 (8 veckor)   | Släppt: 29 maj 2015       |
| 2016 | "Isabel" För er                                                     | 78 (1 vecka)    | Släppt: 12 maj 2016       |
| 2016 | "Sitter på en dröm"                                                 | 25 (4 veckor)   | (med Oskar Linnros)       |
| 2020 | "Stockholms Voodoo"                                                 |                 |                           |

### Gästsinglar
| År   | Titel Album                    | Listplaceringar | Information                                            |
| År   | Titel Album                    | SWE             | Information                                            |
| ---- | ------------------------------ | --------------- | ------------------------------------------------------ |
| 2016 | "Pris på mitt huvud" Mitt folk | 75 (1 vecka)    | Släppt: 8 januari 2016 (Petter feat. Daniel Adams-Ray) |

## Övriga låtar
| År   | Titel               | Listplaceringar | Album                           |
| År   | Titel               | SWE             | Album                           |
| ---- | ------------------- | --------------- | ------------------------------- |
| 2010 | "Svart"             | 46 (1 vecka)    | Svart, vitt och allt däremellan |
| 2010 | "Gryningspyromanen" | 52 (1 vecka)    | Svart, vitt och allt däremellan |

### Fotnoter
1. ↑  Brännström, Linus (25 november 2010). ”Adams-Ray och Linnros toppar listorna efter Snook”. Expressen. Arkiverad från originalet den 28 november 2010. https://web.archive.org/web/20101128094604/http://www.expressen.se/noje/musik/1.2227839/adams-ray-och-linnros-toppar-listorna-efter-snook. Läst 24 februari 2011.
2. ↑  Björklund, Axel (21 juni 2010). ”Pop i cool förpackning”. Dagens nyheter. http://www.dn.se/kultur-noje/musik/pop-i-cool-forpackning. Läst 24 februari 2011.
3. ↑  ”Listor över de mest sålda skivorna 2010”. SVT. 27 januari 2011. Arkiverad från originalet den 29 januari 2011. https://web.archive.org/web/20110129154934/http://svt.se/2.27170/1.2309199/listor_over_de_mest_salda_skivorna_2010. Läst 24 februari 2011.
4. ↑  ”Recensioner av Daniel Adams-Ray: »Svart, vitt och allt däremellan«”. Kritiker.se. https://kritiker.se/skivor/daniel-adamsray/svart-vitt-och-allt-daremellan/. Läst 24 februari 2011.
5. 1 2 3 4 5 6  Listplackällor: SWE
6. 1 2 3 4 5 6  Certifikatkällor: SWE